# اللاز (رواية)
اللاز رواية من تأليف الكاتب الجزائري الطاهر وطار تعتبر رواية تاريخية أكثر من كونها رواية واقعية، تعالج أوضاع المجتمع الجزائري إبان الاستعمار الفرنسي، وصُنفت ضمن أفضل 100 رواية عربية حسب استفتاء مجلة بانيبال البريطانية.

## عن الرواية
أختمرت فكرة رواية اللاز في عقل الكاتب الجزائري الطاهر وطار عام 1958، وعلى الرغم من ذلك لم يشرع في كتابتها سوى في عام 1965، وانتهى من كتابتها عام 1972، ثم صدرت رواية اللاز لأول مرة بالعربية عام 1974، وترجمت بعد ذلك إلى العديد من اللغات الأجنبيّة ومنها الإنجليزيّة، والفرنسيّة، والألمانيّة، والروسيّة، كما دُرّست لبعض الوقت بجامعات الاتّحاد السوفييتيّ. وفي الاستفتاء الذي أجراء الاتحاد العام للأدباء والكتاب العرب في 14 يناير (كانون الثاني) 2000 بمشاركة كبار الأدباء والنقاد العرب، اختيرت رواية اللاز ضمن أفضل 100 رواية عربية صدرت في القرن العشرين.

## موضوع الرواية
نالت رواية اللاز شهرة عالميّة واسعة بسبب موضوعها الإنسانيّ والسياسيّ حيث يعالج الطاهر وطّار في هذه الرواية، والتي تدور أحداثها في فترة ثورة التحرير الجزائريّة بين عاميّ (1954 - 1962) أبعاد قضيّة الثورة ومقاومة الاحتلال الفرنسيّ، واصطدام الثورة بالانتماءات السياسيّة والحزبيّة ليمارس بعض قادة النضال القمع ذاته الذي يمارسه المستعمر الفرنسيّ بحقّ المختلفين معهم سياسيًّا، فيخيّروهم بين التخلّي عن الانتماء السياسيّ أو القتل. وتروي الرواية سيرة أحد المنبوذين اجتماعيًّا الذي يحمل اسم «اللاز»، وكيف يتحوّل إلى رمزٍ من رموز الثورة ويختلف موقف الآخرين منه بعد أن يعلموا بانضمامه إلى المجاهدين الجزائريّين.

## مقتطفات من الرواية
- «هذا اللاز، ليس غنيًّا وليس واعيًا للفقر، ليس ثوريًّا وليس مستسلمًا، أميّ لا كالأميّين، وشابّ لا كالشبّان، هذا اللغز، هذا اللاز، كيف أصنع منه شيئًا؟ لعلّني بالحب فقط أستطيع أن أصل إلى أعماقه.»
- «في أحلامنا، لا تعيد مخيلاتنا، في الغالب، إلا الأشخاص البعيدين عن حياتنا الواقعية، أما أولئك الذين يعيشون معنا يوميا، ويؤثرون في حياتنا، فإننا لا نراهم إلا نادرا، كما لو أننا سئمناهم.»[12]

## وصلات خارجية
- صفحة رواية اللاز على موقع جود ريدز